# Fliegerführer Nord (West)
Fliegerführer Nord (West) war ab Dezember 1941 die Bezeichnung einer Dienststellung bzw. einer Kommandobehörde auf Brigadeebene der deutschen Luftwaffe im Zweiten Weltkrieg. Sie wurde ab März 1944 in Fliegerführer Nordmeer und ab Juni 1944 in Fliegerführer 4 umbenannt.

## Geschichte
Ihre Etatisierung erfolgte im Dezember 1941 aus Teilen des Stabes des Fliegerführers Nord. Gefechtsstand war zunächst Stavanger, später Trondheim und Kjeller im vom Deutschen Reich besetzten Norwegen. Im März 1944 änderte sich die Bezeichnung in Fliegerführer Nordmeer und ab Juni 1944 in Fliegerführer 4. Bis zum 20. September 1944 war die Dienststelle der Luftflotte 5, dann dem Kommandierenden General der Deutschen Luftwaffe in Finnland und ab Dezember 1944 der 5. Flieger-Division unterstellt.
Dem Fliegerführer unterlag die Führung der ihm unterstellten Verbände der Luftwaffe. Schwerpunkte der Einsätze waren die Luftaufklärung über der Nordsee und dem Nordmeer sowie die Bekämpfung der alliierten Schifffahrt in diesen Bereichen. (z. B. Nordmeergeleitzüge) 
Am 8. Mai 1945, nach der bedingungslosen Kapitulation der Wehrmacht, wurde sie aufgelöst.

## Fliegerführer
| Dienstgrad | Name            | Datum                          |
| ---------- | --------------- | ------------------------------ |
| Oberst     | Alexander Holle | Dezember 1941 bis 1. März 1943 |
| Oberst     | Hermann Busch   | 1. März 1943 bis Juli 1943     |
| Oberst     | Ernst Kühl      | August 1943 bis Februar 1944   |
| Oberst     | Hermann Busch   | Juni 1944 bis 26. April 1945   |

## Unterstellung
| Unterstellung                                               | von                | bis                |
| ----------------------------------------------------------- | ------------------ | ------------------ |
| Luftflotte 5                                                | Dezember 1941      | 20. September 1944 |
| Kommandierender General der Deutschen Luftwaffe in Finnland | 20. September 1944 | Dezember 1944      |
| 5. Flieger-Division                                         | Dezember 1944      | 8. Mai 1945        |

## Unterstellte Verbände
| Verbände am 1. Juni 1942      | Flugzeuge | Flugzeuge | Flugzeugtypen                           | Liegeplatz        | Lage                |
| Verbände am 1. Juni 1942      | Soll      | Ist       | Flugzeugtypen                           | Liegeplatz        | Lage                |
| I./Kampfgeschwader 26         | 37        | 41        | Heinkel He 111H-6 LT                    | Bardufoss         | 69.055833 18.540278 |
| I./Kampfgeschwader 40         | 37        | 21        | Focke-Wulf Fw 200C                      | Trondheim-Vaernes | 63.457556 10.92425  |
| 3./Küstenfliegergruppe 906    | 12        | 7         | Blohm & Voss BV 138                     | Tromsö-See        | 69.696667 19.027778 |
| Bordfliegerstaffel Tirpitz    | ?         | ?         | Arado Ar 196                            | Trondheim         | 63.413889 10.813889 |
| 1./Fernaufklärungsgruppe 120  | 12        | 11        | Junkers Ju 88D-5                        | Stavanger-Sola    | 58.876778 5.637856  |
| Insgesamt                     | 98+       | 80+       |                                         |                   |                     |
| Verbände am 1. Juli 1943      | Flugzeuge | Flugzeuge | Flugzeugtypen                           | Liegeplatz        | Lage                |
| Verbände am 1. Juli 1943      | Soll      | Ist       | Flugzeugtypen                           | Liegeplatz        | Lage                |
| I./Kampfgeschwader 40         | 37        | 23        | Focke-Wulf Fw 200C-4, Heinkel He 177A-1 | Trondheim-Vaernes | 63.457556 10.92425  |
| 2./Küstenfliegergruppe 406    | 12        | 9         | Blohm & Voss BV 138                     | Trondheim         | 63.413889 10.813889 |
| 1./Küstenfliegergruppe 706    | 12        | 11        | Arado Ar 196A, Blohm & Voss BV 138C     | Stavanger         | 58.898611 5.634722  |
| 1./Fernaufklärungsgruppe 120  | 12        | 18        | Junkers Ju 88D-1                        | Stavanger-Sola    | 58.876778 5.637856  |
| Insgesamt                     | 73        | 61        |                                         |                   |                     |
| Verbände am 17. Juni 1944     | Flugzeuge | Flugzeuge | Flugzeugtypen                           | Liegeplatz        | Lage                |
| Verbände am 17. Juni 1944     | Soll      | Ist       | Flugzeugtypen                           | Liegeplatz        | Lage                |
| 1./Fernaufklärungsgruppe 22   | 12        | 18        | Junkers Ju 88D-1                        | Trondheim-Vaernes | 63.457556 10.92425  |
| 1./Fernaufklärungsgruppe 120  | 12        | 6         | Junkers Ju 188F-1                       | Stavanger-Sola    | 58.876778 5.637856  |
| Stab/Seeaufklärungsgruppe 131 | 1         | 1         | Arado Ar 196A                           | Stavanger         | 58.898611 5.634722  |
| 2./Seeaufklärungsgruppe 131   | 12        | 12        | Arado Ar 196A, Blohm & Voss BV 138C     | Stavanger         | 58.898611 5.634722  |
| 1./Bordfliegergruppe 196      | 12        | 20        | Arado Ar 196A-3                         | Stavanger         | 58.898611 5.634722  |
| Insgesamt                     | 49        | 57        |                                         |                   |                     |

Anmerkungen
1. ↑  Bedeutung der Abkürzungen, siehe Organisation der Geschwader
2. ↑  Sollstärke nach Kriegsausrüstungsnachweis
3. ↑  Iststärke (die tatsächlich in der Einheit vorhandenen Flugzeuge)